# Bellreguard
Bellreguard é um município da Espanha na província de Valência, Comunidade Valenciana. Tem 2,9 km² de área e em 2021 tinha 4 632 habitantes (densidade: 1 597,2 hab./km²).

## Demografia
| Variação demográfica do município entre 1991 e 2004 | Variação demográfica do município entre 1991 e 2004 | Variação demográfica do município entre 1991 e 2004 | Variação demográfica do município entre 1991 e 2004 |
| --------------------------------------------------- | --------------------------------------------------- | --------------------------------------------------- | --------------------------------------------------- |
| 1991                                                | 1996                                                | 2001                                                | 2004                                                |
| 3683                                                | 3764                                                | 3912                                                | 3893                                                |